# Pneuminion nanum
Pneuminion nanum är en skalbaggsart som beskrevs av Perkins 2004. Pneuminion nanum ingår i släktet Pneuminion och familjen vattenbrynsbaggar. Inga underarter finns listade i Catalogue of Life.